# Эд I (граф Труа)
Эд I (фр. Eudes; умер 1 августа 871) — граф Шатодёна с 846, граф Анжу и Блуа 846—852, граф Труа 852—858, 867—871, граф Варе 859—870, граф Макона и Дижона с 863, граф Портуа с 867—870, граф Отёна с 867.

## Биография

### Происхождение
Точное происхождение Эда I не установлено. Однако очень высока вероятность того, что он был близким родственником графа Орлеана Эда и маркиза Нейстрии Роберта Сильного.
Существуют 2 версии происхождения Эда:
- Эд был братом Роберта Сильного и принадлежал к дому Робертинов. Эта версия сейчас является наиболее распространённой[2]. Согласно ей, Эд был сыном графа Вормсгау Роберта III и Вальдрады, дочери графа Орлеанского Эдриена, и, соответственно, братом Роберта Сильного.
- Эд был сыном нейстрийского графа Ардуина. По этой версии[3], родителями Эда были Ардуин, граф в Нейстрии, и Гверимбурга, предположительно сестра Роберта Сильного.

### Правление
Эд I являлся сторонником короля Карла Лысого, благодаря чему в 846 году получил земли в районе Шатодена и был сделан графом Анжу. В 852 году, после смерти графа Труа Алерана, Эд получил Труа, а Анжу перешло к Роберту Сильному.
В 858 году Карл Лысый дал своему сыну Людовику Заике титул ducus Cenomannicus. Роберт Сильный, возмущённый потерей своего влияния там, обратился за помощью к Людовику II Немецкому. Вскоре к ним присоединился и Эд. В результате этого король Карл II изгнал Роберта и Эда из их владений, сделав графом в Труа Рауля I.
Эд нашел пристанище в Бургундии, к востоку от Соны. Там он получил бо́льшую часть графства Варе. В 867 году Карл Лысый возвратил ему графство Труа, присоединив к нему ещё и Отён. После смерти короля Лотаря II в 870 году и раздела Лотарингии между Карлом Лысым и Людовиком Немецким по Мерсенскому договору, Карл Лысый передал Эду во владение графство Портуа и признал за ним часть графства Варе, а именно Безансон.

### Брак и дети
Жена: до мая 846 Вандильмодис, возможно, дочь Аледрама I, графа Труа
- Эд II (ум. после 27 октября 886) — граф Труа 871—876, граф Тоннера с до 877[6]
- Роберт I (убит в феврале 886) — граф Труа с 876[6]
- дочь[7]; муж: Эменон (ок.810—22 июня 866), граф Пуатье 828—839, граф Ангулема с 863[8]
- Ги I (ум. 884) — граф Варе с 876[9]
- Мило I (ум. 901) — граф Тоннера 884—888[10].